# Oskar Andersson (ingenjör)
Johan Oskar Andersson, född 20 maj 1844 i Trollhättan, död 6 januari 1891 i Stockholm, var en svensk ingenjör.
Andersson var son till bruksförvaltaren Samuel Andersson. Han blev student vid Uppsala universitet 1862, vid Teknologiska institutet 1863 och avlade sin examen där 1866. Därefter företog Andersson en utrikes studieresa 1869-70 och studerade under tiden bland annat vid École polytechnique i Paris och vid de tekniska högskolorna i Karlsruhe samt Zürich. Han företog vidare studieresor till Storbritannien 1871, till Skandinaviska industriutställningen i Köpenhamn 1872, till världsutställningen i Wien 1873 och senare till världsutställningarna 1883, 1888 och 1889. Andersson blev nivellörselev vid Uddevalla-Vänersborg-Herrljunga järnvägsbyggnad 1864, var nivellör och ritare vid byggandet av Dalslands kanal 1865, filare och ritare vid Nydqvist & Holms mekaniska verkstad i Trollhättan 1866-1868 samt praktiserade vid Rosendahls fabrikers AB 1869. Han var lärare vid Teknologiska institutet 1870-77, blev sekreterare i Svenska slöjdföreningen 1877 och blev tekniskt biträde hos Generaltullstyrelsen samma år. 1885-88 var Andersson assistent vid Kungliga patentbyrån, och blev 1885 professor i mekanisk teknologi vid Kungliga Tekniska högskolan som efterträdare till Carl Hammar.